# The Book of Unwritten Tales: The Critter Chronicles
The Book of Unwritten Tales: The Critter Chronicles är ett pek-och-klicka-äventyrsspel skapat av den tyska utvecklaren King Art Games. Det är en prequel till The Book of Unwritten Tales som släpptes 2009.